# نافانيثيم بيلاي
نافانيثيم «نافي» بيلاي (بالإنجليزية: Navanethem Pillay)‏ (التاميل: நவநீதம் பிள்ளை؛ ولدت في 23 سبتمبر 1941)
هي مفوض الأمم المتحدة السامي لحقوق لإنسان، سيدة جنوب أفريقية من أصول هندية، كانت أول امرأة غير بيضاء تعيين في المحكمة العليا في جنوب أفريقيا، وقد عملت أيضا قاضية في المحكمة الجنائية الدولية ورئيس المحكمة الجنائية الدولية لرواندا، شغلت منصب مفوضة سامية لحقوق الإنسان لمدة أربع سنوات بدأ من 1 سبتمبر 2008 ومددت مدة عامين إضافيين في عام 2012.

## الخلفية

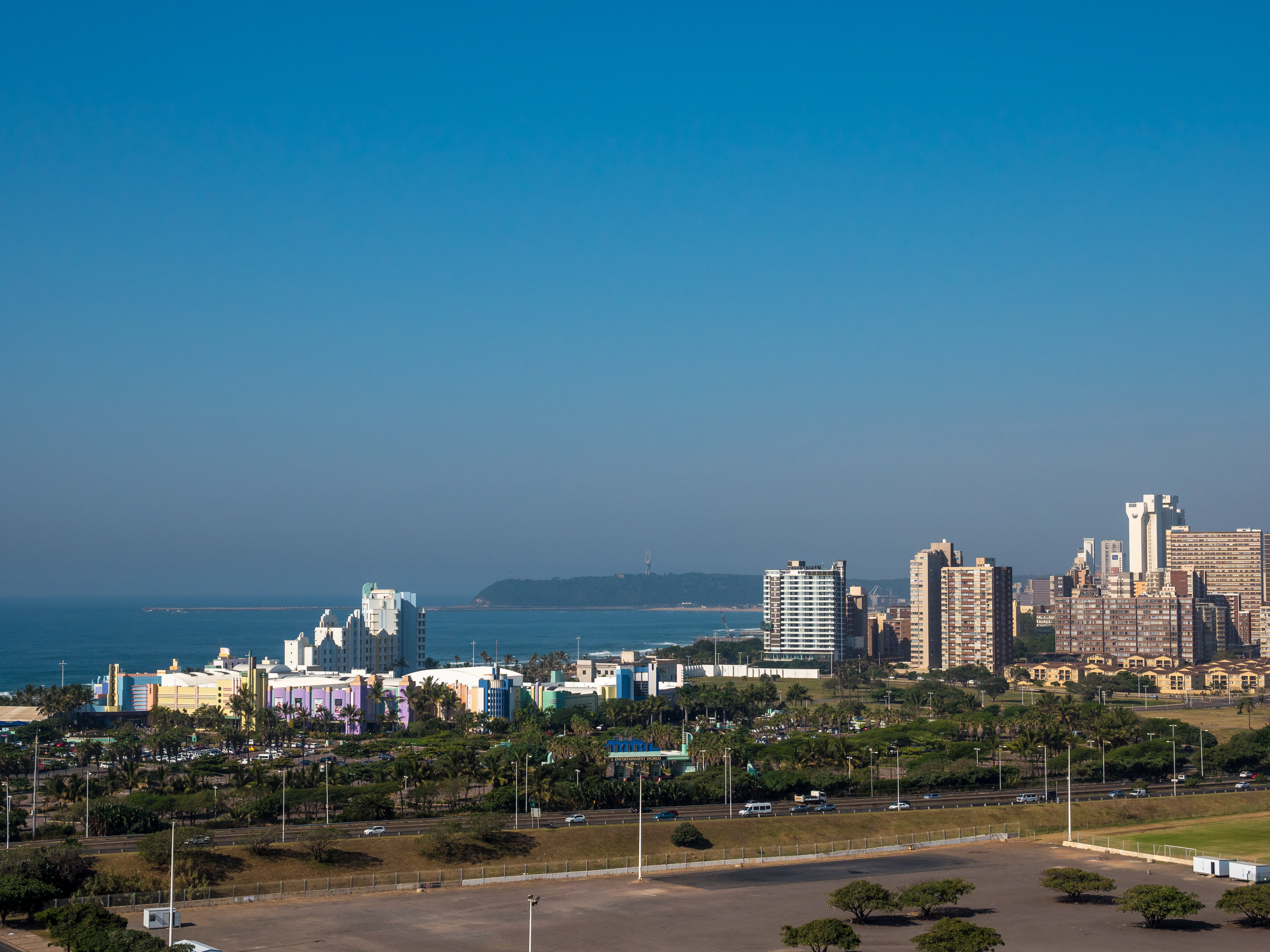
ديربان، كوازولو ناتال، جنوب أفريقيا

ولدت نافي بيلاي في 23 سبتمبر 1941 في حي فقير من ديربان، ناتال، جنوب أفريقيا من أصول تاميلية، تزوجت غابي بيلاي، وهو محام، في يناير 1965 .
بدعم من مجتمعها المحلي تخرجت من جامعة ناتال عام 1963 والحاصلة على ليسانس حقوق في عام 1965 , في تلك الفترة انضمت إلى حركة الوحدة، بعد الانتهاء من درجة لها انها بدأت مهنتها القانونية عن طريق القيام مقالاتها في ديربان بتوجيه من نيرينسامي ثومبى نيكر، عضوا المحظورة من المؤتمر الوطني الأفريقي (ANC) الذي كان أيضا تحت الإقامة الجبرية، في عام 1967، أصبحت أول امرأة بيلاي إلى فتح لها ممارسة القانون الخاص في ناتال (الآن كوازولو ناتال), وقدمت الدفاع القانوني عن النشطاء السياسيين من مختلف التنظيمات السياسية الذين تحتجزهم حكومة الفصل العنصري، التحقت في وقت لاحق كلية الحقوق بجامعة هارفارد، وحصلت على على درجة ماجستير في القانون في عام 1982 وعلى درجة دكتوراه في العلوم القضائية في عام 1988
تعتبر بيلاي هي أول سيدة من جنوب أفريقيا حصلت على درجة الدكتوراه في القانون من كلية الحقوق بجامعة هارفارد.

### المهنة قانونية
في عام 1967، أصبحت بيلاي أول امرأة غير بيضاء تفتح مكتب محاماة لمزوالة المهنة في مقاطعة ناتال. وتصف بيلاي تلك الفترة فتقول " انها لم يكن لديها بديل آخر: " لا شركة محاماة تقبل بتوظيفي لأنهم قالوا أنهم لا يمكن لموظف أبيض بأخذ توجيهات من شخص ملون ".وكذلك لم يسمح نظام الفصل العنصري، للمحامي غير البيض بدخول غرف القاضي.
خلال سنواتها ال 28 لها في المحاماة في جنوب أفريقيا، وقالت انها دافعت عن نشطاء حركة مناهضة الفصل العنصري وساعدت على فضح استخدام طرق التعذيب وسوء أوضاع المعتقلين السياسيين، عندما اعتقل زوجها في إطار القوانين الفصل العنصري، وحققت نجاح الدعوى قضائية التي قدمتها لمنع الشرطة من استخدام أساليب الغير قانونية للاستجواب ضده. في عام 1973، قالت انها حصلت على حق للسجناء السياسيين في جزيرة روبن آيلاند، في الحصول على محامين بما في ذلك نيلسون مانديلا، شاركت في تأسيس مكتب المشورة للإيذاء وملجأ لضحايا العنف المنزلي، بوصفها عضوا في التحالف الوطنية للمرأة، ساهمت في إدراج نص في دستور جنوب أفريقيا من شرط المساواة التي تحظر التمييز على أساس العرق والدين والميول الجنسية. في عام 1992، شاركت في تأسيس مجموعة العالمي للمرأة حقوق المساواة الآن.

### المفوضة السامية لحقوق الإنسان
في 24 يوليو 2008، رشحت نافي بيلاي من قِبل الأمين العام للأمم المتحدة بان كي مون لخلافة المفوض السامي لحقوق الإنسان لويز أربور، قاومت الولايات المتحدة تعيينها في بادئ الأمر، بسبب آرائها بشأن الإجهاض وغيرها من القضايا، ولكنها اسقطت اعتراضها في نهاية المطاف. وفي اجتماع خاص في 28 يوليو 2008، أكدت الجمعية العامة للأمم المتحدة على قرار الترشيح بالأجماع. لمدة أربع سنوات بدأت من 1 سبتمبر 2008‘‘‘, أعربت بيلاي المفوضة السامية على أنها "صوت الضحية في كل مكان". وفي عام 2012، وقعت على وثيقة "يولدون أحرارا ومتساوين"، وثيقة عن التوجه الجنسي وهوية الجنسية في قانون حقوق الإنسان الدولية "كمفوض سامي.

### الثورة السورية
ناشدت نافي بيلاي مفوضة الامم المتحدة للحقوق الأنسان، كلا من قوات الحكومة الموالية للرئيس السوري بشار الاسد المدعومة باستخدام القصف المكثف ونيران الدبابات وغارة جوية وعناصر الجيش السوري الحر حقن دماء المدنيين في حمص، حلب ودير الزور معربة عن بالغ قلقها إزاء تصاعد العنف في سوريا، ومطالبة الطرفين بحماية المدنيين تميزهم عن الأهداف العسكرية بما في ذلك حماية الممتلكات العامة والمنازل وأماكن العمل والمدارس وأماكن العبادة. وعبرت عن اعتقادها بأن جرائم ضد الإنسانية وجرائم حرب أرتكبتها الأطراف المتنازعة في سوريا في انتهاك للقانون الدولي.
واستشهدت بيلاي بتقارير عن وقوع فظائع منها عمليات إعدام مدني وقناص مدنيين خلال المعارك التي دارت في دمشق،
وبمقتل سجناء عزل في السجن المركزي بكل من حلب وحمص وعن قيام مقاتلي المعارضة بتعذيب أو إعدام أسرى، ودعت إلى وجد خبراء مستقلين للتحقيق في الأحداث المذكورة في مناشدة سبق وأن وجهتها منظمة هيومن رايتس ووتش المعنية بحقوق الإنسان.

### الجوائز
في عام 2003، تلقى بيلاي في افتتاحية جائزة غروبر لحقوق المرأة، وقد منحت درجة الفخرية من جامعة دورهام، وجامعة مدينة نيويورك كلية القانون، كلية لندن للاقتصاد وجامعة رودس. وفي عام 2009، صنفتها مجلة فوربس في المرتبة 64 المرأة أقوى في العالم.

## انتهاكات إسرائيل في الأراضي الفلسطينية
2021
ترأست بيلاي لجنة تحقيق دولية مستقلة، من دون تقييد فترة عملها بمدة زمنية محددة للتحقيق في جميع الانتهاكات والتجاوزات المزعومة للقانون الدولي لحقوق الإنسان‘‘.

## أوسمة
- الوسام العلوي من درجة ضابط كبير (2014).[10]

## روابط خارجية
- نافانيثيم بيلاي على موقع مونزينجر (الألمانية)